# Хачатрян, Арцрун Жораевич
Арцрун Жораевич Хачатрян (арм. Արծրուն Ժորայի Խաչատրյան; 4 июля 1958, Ереван) — армянский политический и государственный деятель.
- 1976 — окончил среднюю школу № 4, а в 1981 — Ереванский строительный техникум им. Таманяна.
- 1988 — окончил Московский геологоразведочный институт им. Орджоникидзе.
- 2003 — Московский институт бизнеса и политики.
- 1977—1979 — служил в армии.
- 1981—1989 — работал на Аштаракском машиностроительном заводе, а в 1989—1996 — начальник отдела, замдиректор.
- 1989—1993 — работал заместителем директора ереванского комбината «Метакс».
- С 1998 — занимал должность заместителя главы общины Ачапняка.
- 1996—2000 — руководил сетью магазинов «Бурмунк».
- 2000—2006 — был главой общины Ачапняка. Беспартийный.
- 19 января 2007 — назначен заместителем министра охраны природы Армении.